# News of the World Darts Championship 1970
Die News of the World Darts Championship 1970 (offiziell: "News of the World" Individual Darts Championship of England and Wales) war ein Dartsturnier, das am 25. April 1970 im Londoner Alexandra Palace („Ally Pally“) ausgetragen und durch die Boulevardzeitung News of the World gesponsert wurde. Es handelte sich um die 23. Auflage des Turniers als nationale Meisterschaft. Teilnahmeberechtigt waren die acht Gewinner der regionalen Meisterschaften der Saison 1969/70, die in England (Eastern Counties, Lancashire & Cheshire, London & Home Counties, Midland Counties, North of England, Western Counties und Yorkshire) sowie in Wales stattfanden.
Turniersieger wurde Henry Barney (The Pointer Inn, Newchurch, Isle of Wight), der im Finale Alan Cooper (The Plough, Filton) besiegen konnte. Als walisischer Regionalmeister nahm Leighton Rees (United Services Club, Ynysybwl) an der Veranstaltung teil.

## Turnierplan
|  | Viertelfinale (Best of 3 Legs) | Viertelfinale (Best of 3 Legs) |              |   | Halbfinale (Best of 3 Legs) | Halbfinale (Best of 3 Legs) |  |  | Finale (Best of 3 Legs) | Finale (Best of 3 Legs) |
|  |                                |                                |              |   |                             |                             |  |  |                         |                         |
|  | Alan Cooper                    | 2                              |              |   |                             |                             |  |  |                         |                         |
|  | Mike Eacott                    | 1                              |              |   |                             |                             |  |  |                         |                         |
|  | Mike Eacott                    | 1                              | Alan Cooper  | 2 |                             |                             |  |  |                         |                         |
|  |                                |                                | Alan Cooper  | 2 |                             |                             |  |  |                         |                         |
|  |                                | Leighton Rees                  | 0            |   |                             |                             |  |  |                         |                         |
|  | Leighton Rees                  | Leighton Rees                  | 0            | 2 |                             |                             |  |  |                         |                         |
|  | Leighton Rees                  |                                |              | 2 |                             |                             |  |  |                         |                         |
|  | Barry Harper                   | 1                              |              |   |                             |                             |  |  |                         |                         |
|  |                                |                                | Alan Cooper  | 0 |                             |                             |  |  |                         |                         |
|  |                                | Henry Barney                   | 2            |   |                             |                             |  |  |                         |                         |
|  | Henry Barney                   | 2                              |              |   |                             |                             |  |  |                         |                         |
|  | John Taylor                    | 1                              |              |   |                             |                             |  |  |                         |                         |
|  | John Taylor                    | 1                              | Henry Barney | 2 |                             |                             |  |  |                         |                         |
|  |                                |                                | Henry Barney | 2 |                             |                             |  |  |                         |                         |
|  |                                | Dick Musson                    | 1            |   |                             |                             |  |  |                         |                         |
|  | Dick Musson                    | Dick Musson                    | 1            | 2 |                             |                             |  |  |                         |                         |
|  | Dick Musson                    |                                |              | 2 |                             |                             |  |  |                         |                         |
|  | Eddie Brown                    | 1                              |              |   |                             |                             |  |  |                         |                         |